# بن ميلر
بينيت إيفان بن ميلر (بالإنجليزية: Bennet Evan "Ben" Miller)‏ وهو ممثل كوميدي ومخرج إنكليزي بريطاني ولد في يوم 24 فبراير 1966 في مدينة لندن عاصمة إنجلترا المملكة المتحدة.

## روابط خارجية
- بن ميلر على موقع IMDb (الإنجليزية)
- بن ميلر على موقع روتن توميتوز (الإنجليزية)
- بن ميلر على موقع ألو سيني (الفرنسية)
- بن ميلر على موقع ميوزك برينز (الإنجليزية)
- بن ميلر على موقع أول موفي (الإنجليزية)
- بن ميلر على موقع قاعدة بيانات الأفلام السويدية (السويدية)
- بن ميلر على موقع ديسكوغز (الإنجليزية)
- بن ميلر على موقع قاعدة بيانات الفيلم (الإنجليزية)
- بن ميلر على موقع كينوبويسك (الروسية)